# قانون فين للإزاحة
قانون فين للإزاحة أو قانون فيين للإشعاع الحراري في الديناميكا الحرارية (بالإنجليزية: Wien's displacement law)
هو قانون صاغه العالم الفيزيائي الألماني فلهلم فيين عن انزياح قمة توزيع طول موجة الأشعة الحرارية الصادرة من جسم أسود نحو أطوال موجة قصيرة مع ارتفاع درجة حرارة الجسم الأسود.
وقد قام كل من فلهلم فين وبولتزمان وماكس بلانك بدراسة اشعاع الجسم الأسود واعتماده على الحرارة قرب نهاية القرن التاسع عشر.

## مقدمة

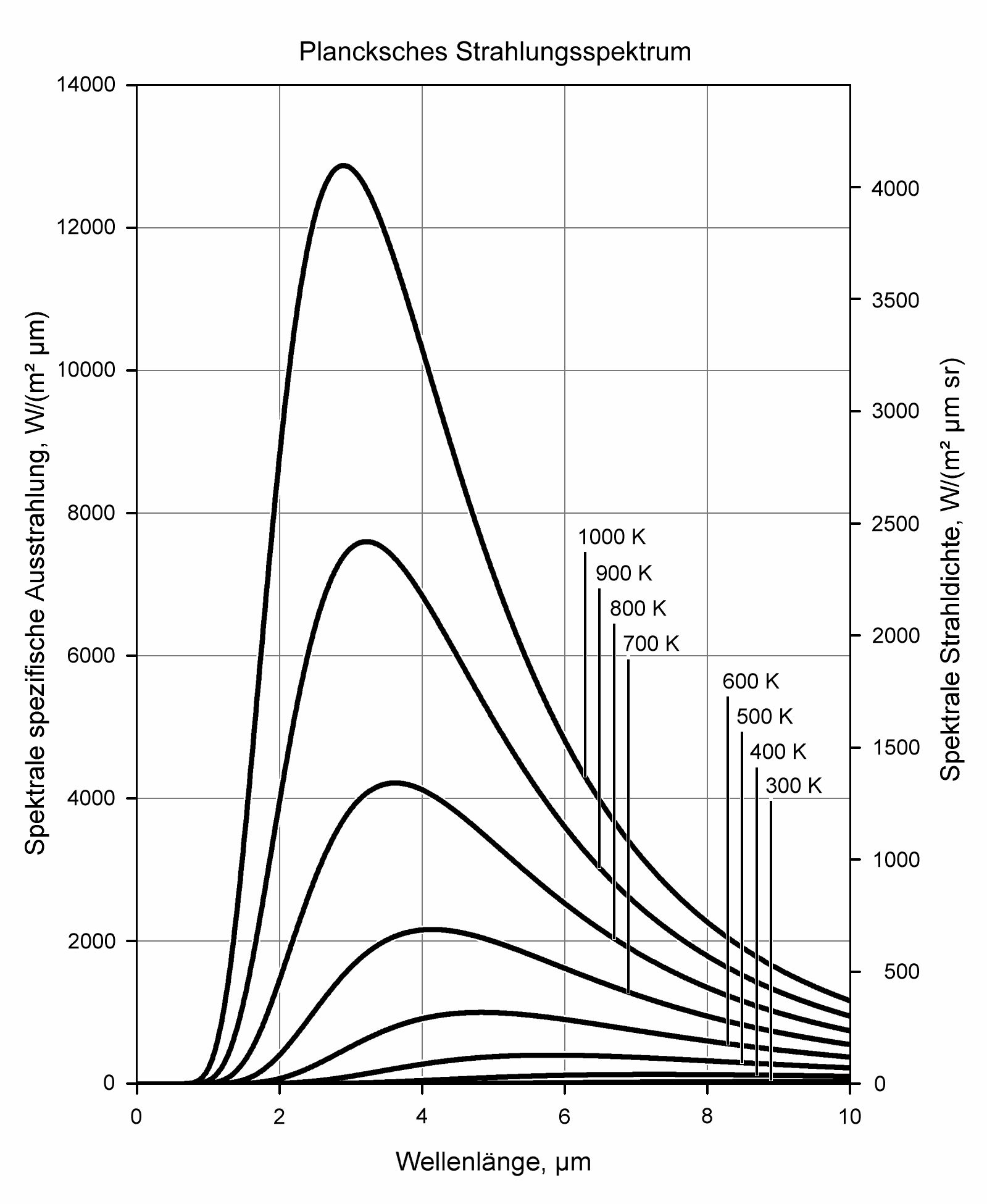
أطياف إشعاع بلانك عند درجات حرارة مختلفة. طبقا لقانون فين تنزاح قمة التوزيع نحو طول موجة أطول بانحفاض درجة حرارة الجسم المصدر للإشعاع.

تتكون الاشعة الحرارية الصادرة من جسم أسود من مجموعة من الأشعة الكهرومغناطيسية تشكل نطاقا عريضا من أطوال الموجات. وتتوزع شدة الإشعاع على مختلف أطوال الموجة طبقا لتوزيع بلانك للإشعاع. وهذا التوزيع يتميز بقمة عند طول موجة معين تعتمد على درجة حرارة الجسم الأسود. وطبقا لقانون فين تنزاح تلك القمة بارتفاع درجة حرارة الجسم الأسود في اتجاه طول الموجة القصيرة. وبواسطة قانون فين يمكن حساب مقدار ذلك الانزياح.
والمهم هنا: أنه كلما ارتفعت درجة حرارة الجسم الأسود كلما انزاحت طول الموجة التي عندها يصدر الجسم أقصى إشعاع له. ولهذا فنجد في درجة حرارة الغرفة أشعة غير مرئية في نطاق الأشعة تحت الحمراء، تسمة أحيانا «أشعة حرارية»، كما يشع الحديد الساخن أشعة حمراء إلى أحمر غامق، أما الحديد المنصهر فهو يصدر أشعاعت في نطاق الضوء الأبيض.
الصيغة المعتادة لقانون فين كالآتي:
{\displaystyle \lambda _{\mathrm {max} }={\frac {2897{,}8\,\mathrm {\mu m\,K} }{T}}}
حيث:
- {\displaystyle \lambda _{\mathrm {max} }}: طول الموجة العظمى التي تميز أقصى شدة للإشعاع، بوحدة ميكرومتر µm
- {\displaystyle T}: درجة الحرارة المطلقة كلفن

كما يمكن صياغة القانون بصيغة أقصى تردد لشدة الإشعاع
{\displaystyle \nu _{\mathrm {max} }}.
مع مراعاة أن {\displaystyle \nu _{\mathrm {max} }}
لا تبين قمة عن طريق حسابها بواسطة {\displaystyle \lambda _{\mathrm {max} }}
ذلك لأنها (القمة) تظهر في منطقة أخرى وتكون غير واضحة تماما.
وتوجد عدة قوانين تخص إشعاع الجسم الأسود منها: قانون بلانك وقانون ستفان-بولتزمان وقانون فين وقانون رايلي-جينس. وتنطبق تلك القوانين بالتقريب على الأجسام غير السوداء، ذلك لأن الجسم الأسود يعتبر «نموذجيا» في امتصاصه وبالتالي إصداره للإشعاع الحراري.

## قانون فين وتوزيع بلانك
يصف قانون بلانك توزيع طيف الأشعة التي يصدرها الجسم الأسود عند درجة حرارة {\displaystyle T} ، ويُكتب قانون بلانك في صيغة طول الموجة كالآتي:
{\displaystyle M_{\lambda }^{o}(\lambda ,T)={\frac {2\pi hc^{2}}{\lambda ^{5}}}\cdot {\frac {1}{e^{\frac {hc}{\lambda kT}}-1}}}
حيث:
- {\displaystyle M_{\lambda }^{o}(\lambda ,T)}: طيف الإشعاع الذاتي W·m−2m−1
- {\displaystyle h\,}: ثابت بلانك بوحدة جول.ثانية
- {\displaystyle c\,}: سرعة الضوء بوحدة متر·ثانية−1
- {\displaystyle k\,}: ثابت بولتزمان in جول·كلفن−1
- {\displaystyle T\,}: درجة الحرارة المطلقة للمساحة الساخنة بوحدة كلفن
- {\displaystyle \lambda \,}: طول الموجة بالمتر

والمطلوب حساب طول الموجة التي عندها تتخذ هدة المعادلة نهاية عظمى. لذلك نجري تفاضل المعادلة بالنسبة لطول الموجة {\displaystyle \lambda } ومساوتها بالصفر.

فنحصل على:
{\displaystyle {\frac {hc}{\lambda kT}}\cdot {\frac {e^{\frac {hc}{\lambda kT}}}{e^{\frac {hc}{\lambda kT}}-1}}-5={\frac {hc}{\lambda kT}}\cdot {\frac {1}{1-e^{-{\frac {hc}{\lambda kT}}}}}-5=0}.
ونعوض عن {\displaystyle x={\frac {hc}{\lambda kT}}}
ثم نعيد التعويض السابق فنحصل على قانون فين للإزاحة في صيغة طول الموجة:
{\displaystyle \lambda _{\mathrm {max} }={\frac {hc}{xkT}}=:{\frac {b}{T}}={\frac {2897{,}8\,\mathrm {\mu m\,K} }{T}}}
أي أن طول الموجة الأقصى ينزاح عكسيا مع تغير درجة الحرارة المطلقة للجسم الأسود: فإذا تضاعفت درجة حرارة الجسم المصدر للاشعة، فتنزاح أكبر قدرة إشعاعية له إلى نصف طول الموجة.
ويسمي الثابت
{\displaystyle b=2897{,}8\,\mathrm {\mu m\,K} }
ثابت فين للإزاحة. وتعطيه لجنة بيانات العلوم والتكنولوجيا (كوداتا) بالقيمة الدقيقة
{\displaystyle (2897{,}7685\pm 0{,}0051)\,\mathrm {\mu m\,K} \ }.
ويتناسب طيف الإشعاع الذاتي عند النهاية العظمى لطول الموجة تناسبا طرديا مع القوة الخامسة لدرجة الحرارة ({\displaystyle T^{5}}):
{\displaystyle M_{\lambda }^{o}(\lambda _{\mathrm {max} },T)={\frac {2\pi \,x^{5}k^{5}}{h^{4}c^{3}}}{\frac {1}{e^{x}-1}}\cdot T^{5}}.

## اقرأ أيضا
- توزيع ماكسويل
- احصاء ماكسويل-بولتزمان
- احصاء بوز-اينشتاين
- احصاء فيرمي-ديراك